# Assignation identitaire
L'assignation identitaire, qu'elle soit de genre, de race, de religion, d'orientation sexuelle, etc., renvoie l'individu à une identité figée en lui attribuant des traits propres à son groupe d'appartenance qu'il soit réel ou supposé.